# Karst de Moravia

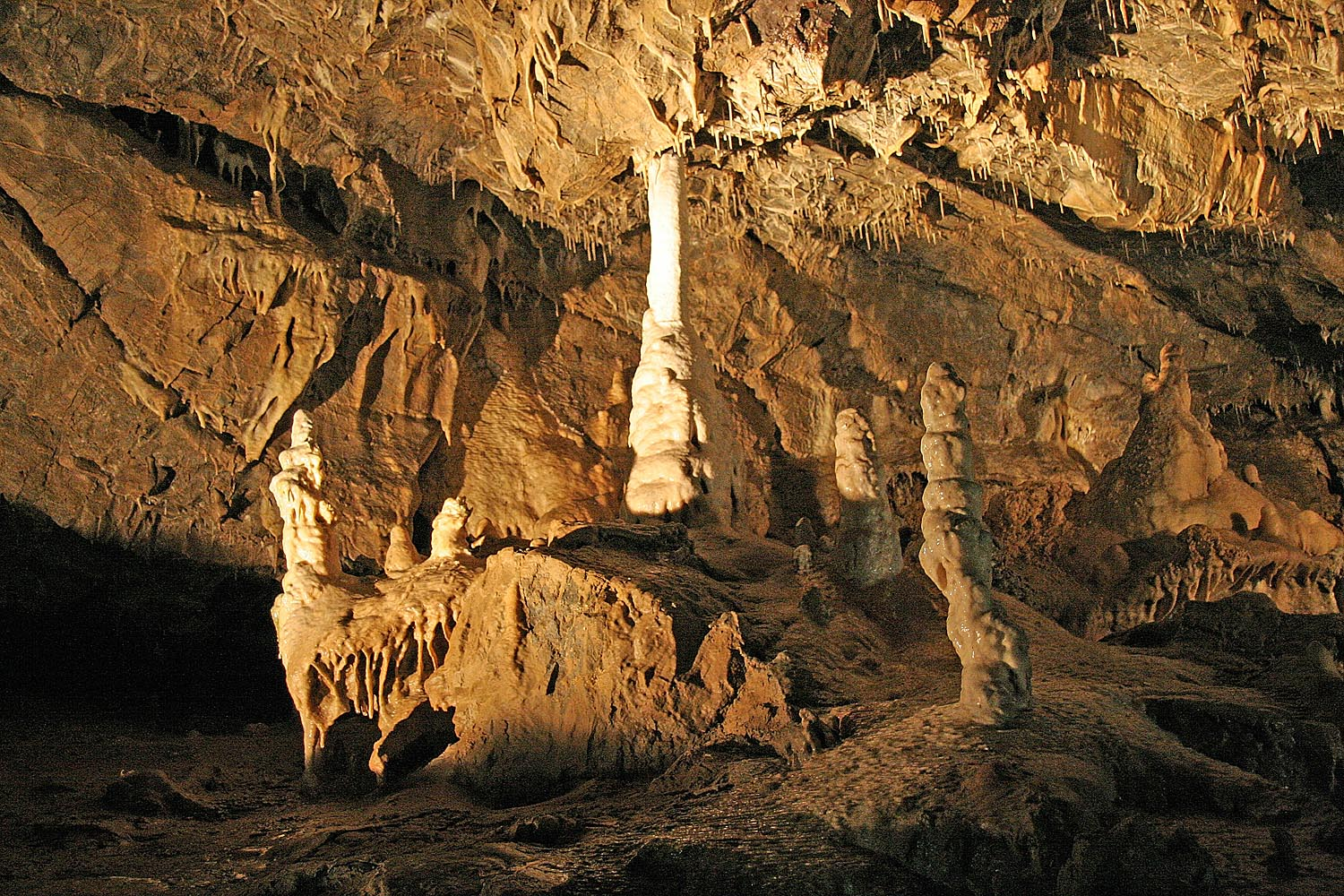
Punkevní jeskyně, una de las cuevas de la Reserva

El karst de Moravia es un karst que forma una reserva natural protegida al norte de Brno en la zona este de la República Checa, cerca de la localidad de Blansko. El mismo posee una serie de características geológicas distintivas, incluidas unas 1100 cavernas y cañones y abarca una superficie de unos 92 km². Actualmente cuatro de los sistemas de cavernas (las cuevas de Punkva, cueva Balcarka, cueva Kateřinská, y cueva Sloupsko-šošůvské) se encuentran abiertas para ser visitadas por el público y la exploración.
Esta región también posee uno de los accidentes geográficos más importantes de la República Checa, el abismo de Macocha, un cañón de 138 m de profundidad, que se formó al colapsar la parte superior de una cámara de una caverna. En el abismo de Macocha comienza su curso subterráneo el río Punkva que recorre el sistema de cavernas de Punkvení, siendo posible observar dos pequeñas charcas de agua en la superficie.
El karst de Moravia es una atracción turística popular en la zona, siendo muy visitada durante los meses de verano.